# Municipio de Lockwoods Folly
El municipio de Lockwoods Folly (en inglés: Lockwoods Folly Township) es un municipio ubicado en el  condado de Brunswick en el estado estadounidense de Carolina del Norte. En el año 2010 tenía una población de 23.248 habitantes.

## Geografía
El municipio de Lockwoods Folly se encuentra ubicado en las coordenadas 33°58′37.62″N 78°17′44″O / 33.9771167, -78.29556.